# 연제민
연제민 (延濟民, 1993년 5월 28일 ~ )은 중국 갑급리그의 쑤저우 둥후 소속 대한민국의 축구 선수로서 포지션은 수비수이다.